# 汉霍芬
汉霍芬是德国莱茵兰-普法尔茨州的一个市镇。总面积5.80平方公里，总人口2436人，其中男性1188人，女性1248人（2011年12月31日），人口密度420人/平方公里。